# Янси (окръг, Северна Каролина)
Окръг Янси (на английски: Yancey County) е окръг в щата Северна Каролина, Съединени американски щати. Площта му е 811 km², а населението – 17 678 души (2016). Административен център е град Бърнсвил.